# Molycria bundjalung
Molycria bundjalung là một loài nhện trong họ Gnaphosidae.
Loài này thuộc chi Molycria. Molycria bundjalung được Norman I. Platnick & Barbara Baehr miêu tả năm 2006.